# 哮吼
哮吼症（Croup），亦作嘶吼症（或被誤會作同音字獅吼症），是咽喉氣管支氣管炎（laryngotracheobronchitis）的表徵，屬於一種呼吸道感染症，通常是由病毒感染所誘發。感染會引致氣管內腫脹，影響正常呼吸，並產生如狗吠般的或破鑼般刺耳的咳嗽聲、吸氣喘鳴、聲音沙啞等典型症狀。有時也會合併发热或流鼻水的症狀。症狀可能或輕或重，最常於夜間開始發作或惡化。一般而言，哮吼會持續一至二天。
可能引起哮吼的病毒包括副流感病毒及流感病毒。偶見肇因於細菌感染。診斷時必須排除其他可能更危險的疾病，如会厌炎或呼吸道異物阻塞等等。更進一步的檢查包含血液檢查、X射线，以及病原體培養等等，但一般不須進行。
接種流行性感冒和白喉疫苗可以預防許多哮吼的發生。治療方式則一般給予單劑口服類固醇。更嚴重的病例可能需給予吸入性肾上腺素。有1-5%的病例可能需要住院
哮吼為相對常見的疾病症狀，约15％的儿童曾經或正在罹患此病。患者通常集中於6个月到5岁之間，少見15歲以上的患者。男性患者較女性稍多，一般集中於秋季發生。在白喉疫苗發明之前，許多哮吼是因白喉誘發，且可能有致死危險。西方國家因白喉疫苗成功，因此此類哮吼症非常少見。

## 体征和症状
义膜性喉炎症状包括“压迫性咳嗽、喘鸣（高音调声音，尤其是吸气时）、声音嘶哑、呼吸困难、通常在夜间症状加剧。压迫性咳嗽常常被形容为类似海豹或海狮的呼叫。哭会使气喘恶化，气喘意味着呼吸道变窄。义膜性喉炎加剧后，气喘可能会好转。
其他症状包括发烧、鼻炎（感冒的典型症状）和肋骨之间的皮肤内凹。流口水或生病特征通常表示其他躯体疾病。

## 病因
义膜性喉炎通常是由病毒感染引起的。有人称作严重喉气管支气管炎义膜性喉炎。这种疾病是由病毒引起，较温和。义膜性喉炎也可能是喉白喉、细菌性气管炎、义膜性喉炎和喉气管支气管肺炎。这些疾病是由细菌引起的，通常是更严重。

### 病毒性
75％的情况下，副流感病毒（主要是类型1和2）是导致义膜性喉炎的病毒。其他可引起义膜性喉炎的病毒包括甲型及乙型流感病毒、麻疹病毒，腺病毒和呼吸道合胞病毒（RSV）。痉挛性义膜性喉炎（带压迫性咳嗽的义膜性喉炎）是由同类导致急性喉气管炎的病毒引起的，但不具有感染的常规迹象（如发热，咽痛、加白细胞数目 增多等）。治疗痉挛性义膜性喉炎与常规义膜性喉炎采取相同的治疗方法。

### 细菌性
细菌性义膜性喉炎包括喉白喉、细菌性气管炎、义膜性喉炎和喉气管支气管肺炎。喉白喉是由白喉棒状杆菌 引起的，而细菌性气管炎、义膜性喉炎、喉气管支气管肺炎由病毒感染引起，继而由细菌感染。最常见的导致义膜性喉炎的细菌是金黄色葡萄球菌、肺炎链球菌、流感嗜血杆菌和卡他莫拉菌。

## 引起的身体反应
病毒感染导致咽喉、气管和支气管肿大，白细胞增多。肿胀会导致呼吸困难。

## 诊断
| 特征      | 此特征的分数 | 此特征的分数      | 此特征的分数 | 此特征的分数 | 此特征的分数 | 此特征的分数 |
| 特征      | 0            | 1                 | 2            | 3            | 4            | 5            |
| --------- | ------------ | ----------------- | ------------ | ------------ | ------------ | ------------ |
| 胸壁 回缩 | 无           | 轻度              | 中度         | 重度         |              |              |
| 喘鸣      | 无           | 听诊器诊断 有喘鸣 | 休息时有喘鸣 |              |              |              |
| 发绀      | 无           |                   |              |              | 激動時有發紺 | 休息時有發紺 |
| 清醒程度  | 正常         |                   |              |              |              | 意识不清     |
| 吸气      | 正常         | 减少              | 显著减少     |              |              |              |

义膜性喉炎根据体征和症状进行确诊。第一步是排除可阻塞上呼吸道的其它因素，尤其是会厌炎、呼吸道异物、声门下狭窄、血管神经性水肿、咽后脓肿和细菌性气管炎。
常规不对颈部进行X射线扫描，但如果做，可看出气管狭窄，这被称为尖塔影，因为狭窄的形状看起来像教堂的尖顶。约有半数情况下，不会出现尖塔影。
血液检测和病毒培养（病毒测试）会对呼吸道造成不必要的刺激。 虽然可以通过病毒培养（采用鼻咽抽吸术（用管吸鼻粘液的过程）实现）进行确诊，这些培养通常仅限于研究之用。 如果采用标准治疗后，患者症状没有改善，可做进一步测试，检查有无细菌。 

### 严重性
最常见的系统描述义膜性喉炎的严重性是的Westley评分。此测试用于研究目的，不用于帮助患者。评分是五个因素得分的总和：清醒程度、紫绀、喘鸣、吸气和回缩每个因素得分列在右侧表中，最后得分范围从0到17。
- 总得分≤2显示为轻度义膜性喉炎。患者可能有压迫性咳嗽，并伴有声音嘶哑，但休息时没有喘鸣（喘息）。
- 总得分为3-5，为中度义膜性喉炎——患者有喘鸣及其他体征。
- 总得分为6-11，为重度义膜性喉炎。患者有明显的喘鸣和胸壁内凹。
- 总得分≥12，说明有呼吸衰竭的可能。此阶段可能不再有压迫性咳嗽和喘鸣。[2]

到急诊的儿童中，有85％患者为轻度症状。重度义膜性喉炎比例低于1％。

## 预防
进行流感和白喉免疫接种（疫苗）可以防止义膜性喉炎。

## 治疗
重要的是尽量保持义膜性喉炎患儿平静。医生通常给孩子类固醇，但在重度情况下会使用肾上腺素。如果孩子的血液中的氧气量低于92％，则需要输氧。重度义膜性喉炎患者可以住院观察。如果需要氧气，最好采用“漏气”方法（让氧气源在孩子的脸附近），因为氧气面罩相比，这种方法不易打扰孩子。为配合治疗，小于0.2％的人需要气管插管（放入呼吸道的管）。

### 类固醇
可使用糖皮质激素（例如如地塞米松和布地奈德）治疗义膜性喉炎。服用类固醇后，患者症状六小时内会有显著改善。可以口服、注射或吸入类固醇，但口服最佳。通常单剂量即足够量，并且安全。0.15，0.3和0.6毫克/千克剂量的地塞米松效果几乎一样好。

### 肾上腺素
中度至重度义膜性喉炎，可以采用雾化吸入肾上腺素（一种扩大呼吸道的吸入性溶液）缓解。肾上腺素通常会在10-30分钟内降低义膜性喉炎的严重性，但效果只能持续约2小时。 如果治疗后，症状继续改善2-4小时，并且没有出现其他并发症，孩子通常可以离开医院。

### 其它治疗方法
义膜性喉炎的其他治疗方法也有研究，但没有足够的证据来支持其使用。呼吸热蒸汽或湿润空气是传统的自我保健治疗方法，但临床研究未能显示效果，目前很少使用。也不建议使用通常含有右美沙芬和/或愈创甘油醚的止咳药物 。过去曾经采用呼吸氦氧混合气（氦气和氧气的混合物）的方法，以减少呼吸功，但鲜有证据支持其使用。由于义膜性喉炎通常是一种病毒性疾病，除非怀疑有细菌，否则不适用抗生素。细菌感染时，建议使用抗生素万古霉素和头孢噻肟。在重度并伴有甲型或乙型流感的情况下，可采用抗病毒 神经氨酸苷酶抑制剂。

## 可能后果
病毒性义膜性喉炎通常是短期疾病。义膜性喉炎很少会导致呼吸衰竭和/或心脏骤停引起的死亡。症状通常在两天内得以改善，但也可持续长达七天。其他少见的并发症包括细菌性气管炎、肺炎和肺水肿。

## 流行病学
约15％的儿童（通常集中在6个月和5-6岁的年龄段）会患义膜性喉炎。这个年龄段住院的患儿中约5％为义膜性喉炎。在极少情况下，3个月幼儿和15岁儿童也有患义膜性喉炎。男性罹患该病的几率比女性高50%。义膜性喉炎在秋季（秋天）更常见。

## 历史
“croup”一词源自早期现代英语动词croup，意思是“嘶哑地哭泣”；该词被首次在苏格兰被用于疾病，并在18世纪开始流行。义膜性喉炎白喉自荷马的“ 古希腊时候就已被人们知晓。在1826年，Bretonneau区分出病毒性义膜性喉炎和白喉引起的义膜性喉炎。法国称为病毒性义膜性喉炎称作"faux-croup，用“croup”指由白喉杆菌引起的一种疾病。由于有效免疫的实施，白喉引起的义膜性喉炎逐渐鲜为人知。